# Green Boots

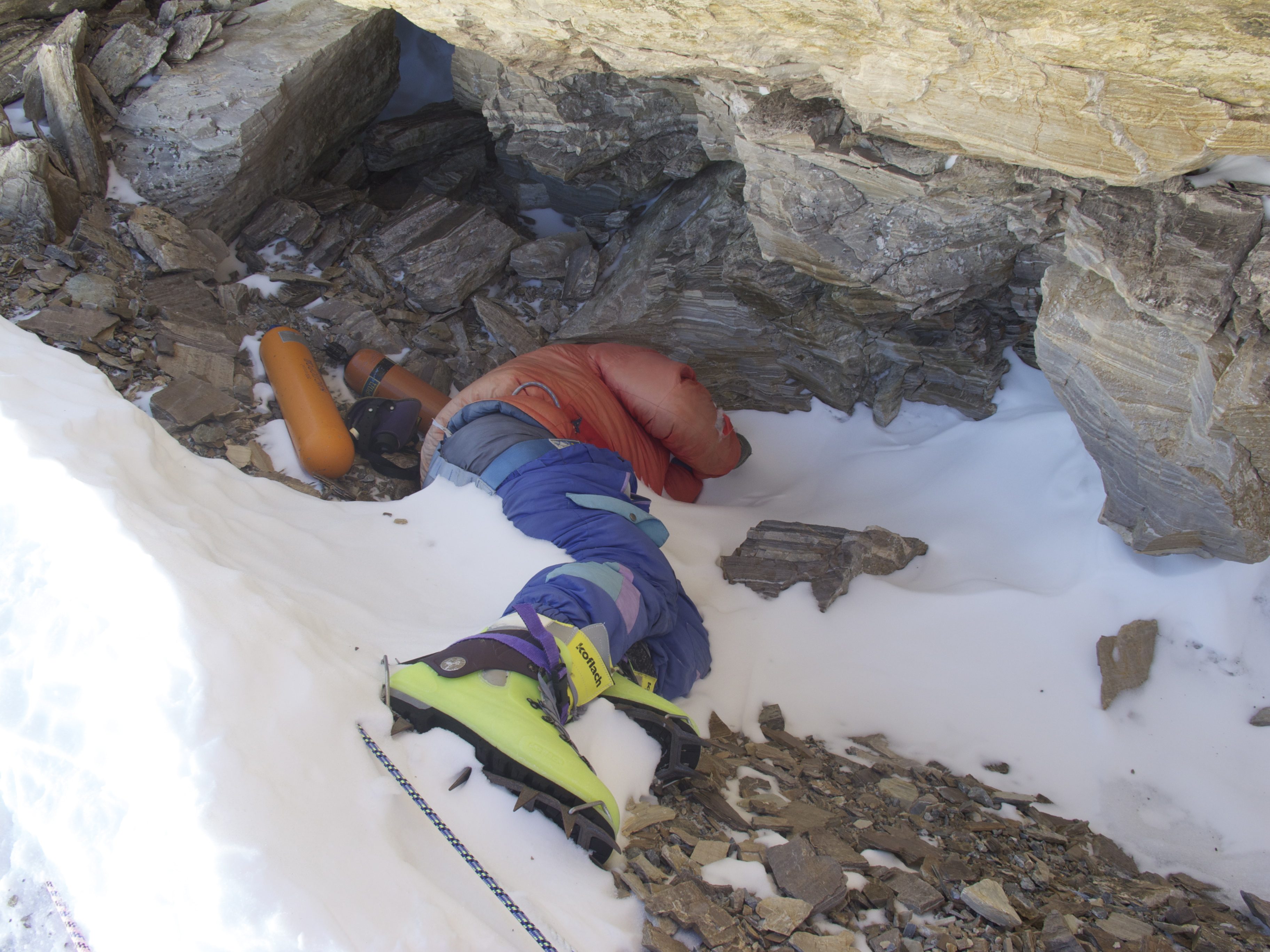
Green Boots 2010

Green Boots (englisch Grüne Stiefel) ist die Bezeichnung für den Leichnam eines Bergsteigers am Mount Everest (8848 m), der sich über viele Jahre in einem Felsvorsprung beim Aufstieg über die Nordroute in etwa 8500 Metern Höhe befand. Die Identität des Toten ist nicht abschließend geklärt, es gilt jedoch als wahrscheinlich, dass es sich um den Inder Tsewang Paljor handelt.

## Tsewang Paljor
Tsewang Paljor war ein Mitglied der Expedition des Indo-tibetischen Grenzschutzes, die am 10. Mai 1996 den Aufstieg über die Nordroute antrat. Von den ursprünglich 40 Mitgliedern befanden sich noch sechs im Hochlager 6 und begannen um 5:45 Uhr den Aufstieg. Am Nordostgrat kehrten drei der Bergsteiger aufgrund eines schweren Wetterumschwungs um; Tsewang Paljor, Tsewang Smanla und Dorje Morup stiegen jedoch weiter. Sie meldeten die Gipfelbesteigung per Funk um 15:45 Uhr, allerdings wird angenommen, dass sie einen Nebengipfel mit dem eigentlichen Gipfel des Mount Everest verwechselten, da zum Beispiel ihre Wetterschilderungen nicht mit denen von anderen Bergsteigern, die über die Südroute aufstiegen, übereinstimmten. Beim Abstieg unter extremen Wetterbedingungen kamen alle drei Bergsteiger ums Leben. Die mutmaßliche Leiche von Tsewang Paljor wurde am First Step lokalisiert; aufgrund der markanten neongrünen Koflach-Bergstiefel wurde der Tote als „Green Boots“ bekannt.
Am 11. Mai 1996, einen Tag nach der indischen Expedition, startete eine Gruppe von zwei japanischen Bergsteigern und drei Trägern auf den Gipfel. Während des Aufstiegs stießen sie auf die drei verunglückten Inder, unternahmen jedoch aufgrund des schlechten Zustands der Verunglückten keinen Rettungsversuch und stiegen weiter. Beim Abstieg waren die Inder tot bzw. verschwunden. Das Verhalten der japanischen Expedition löste weltweit negative Reaktionen aus, wurde aber auch von erfahrenen Bergsteigern akzeptiert, da sich die Verunglückten in zu großer Höhe und zu schlechtem Zustand befanden, zudem war das Wetter extrem schlecht, so dass eine Rettung eher unwahrscheinlich gewesen wäre.
„Green Boots“ verblieb über 18 Jahre am First Step. In dieser Zeit wurde der Körper mehrfach umgelagert, da die Aufstiegsroute direkt an ihm vorbeiführte. Im Jahr 2014 berichteten Bergsteiger, dass die Leiche verschwunden sei. Sie wurde von chinesischen Bergsteigern auf eine weniger einsehbare Stelle verlagert.

## Hintergrund
Bei der Besteigung des Mount Everest verunglückten über 300 Bergsteiger tödlich (Stand 2021). Die meisten von ihnen starben aufgrund plötzlicher Wetterumschwünge, an Erschöpfung, an der Höhenkrankheit oder bei Abstürzen. Viele starben in der sogenannten Todeszone in einer Höhe von über 7000 Metern, in der ein längerer Aufenthalt wegen des geringen Sauerstoffgehalts in der Luft selbst für trainierte und ausreichend akklimatisierte Menschen lebensgefährlich ist.
Viele der Opfer in der Todeszone werden nicht geborgen, da der Abtransport der Leichen zu gefährlich für die Retter ist, außerdem wären die Kosten für eine Bergung sehr hoch. Da der Permafrost die Toten konserviert, dienen einige der verunglückten Bergsteiger als Wegmarken beim Auf- bzw. Abstieg. Sherpas bezeichnen den Aufstieg auf den Gipfel des Mount Everest teilweise als „Leichengasse“. Neben Green Boots galt zum Beispiel die Leiche von Hannelore Schmatz, der ersten deutschen Bergsteigerin auf dem Everest, als Wegmarke, da ihr in sitzender Position an ihren Rucksack gelehnter Körper beim Anstieg über den Südsattel passiert werden musste.